# Danna Sama
Singles de Yūko Nakazawa
Urara
(2006)
Danna Sama (だんな様) est le douzième single en solo de Yūko Nakazawa. 

## Présentation
Il sort le 10 octobre 2007 au Japon sous le label zetima, plus d'un an après le précédent single de la chanteuse, Urara. Il n'est plus écrit par Tsunku. Il atteint la 57e place du classement de l'Oricon. Il se vend à 1 710 exemplaires la première semaine, et reste classé pendant trois semaines, pour un total de 2 853 exemplaires vendus ; c'est alors la plus faible vente d'un disque de la chanteuse, qui ne sortira pas d'autre single durant les années qui suivront. La chanson-titre figurera sur sa compilation Legend qui sortira un an plus tard, en 2008. 

## Liste des titres
1. Danna Sama (だんな様?)
2. Greeting Card (グリーティングカード?)
3. Danna Sama (Instrumental) (だんな様...?)

(Paroles de Kanon Kuwa (titre 1) et Emi Inaba (titre 2), musique de Shinji Tamura)